# Bataille d'Oum Tounsi
La bataille d'Oum Tounsi est livrée le 18 août 1932 entre le groupe nomade du Trarza, basé à Boutilimit, et un razzi mené par les Oulad Delim venus du Río de Oro. L'embuscade a lieu à Oum Tounsi et voit les troupes coloniales subir de lourdes pertes.

## Contexte
En juillet 1932, un  groupe de combattants majoritairement Oulad Delim quitte la ville de Smara dans la Seguia el-Hamra, poursuivant la lutte contre les Français qui contrôlent la Mauritanie. Dans le groupe, un imam est présent, représentant Mohamed El Mamoun Ould Cheikh Mohamed Fadel Ould Abeidi représentant lui-même Mrabih Rabou Ould Cheikh Ma El Aïnin,, chef religieux installé au Rio de Oro. Les Français prennent connaissance du départ du raid le 6 août et envoient le groupe nomade de Boutilimit pour l'intercepter.

## Forces en présence

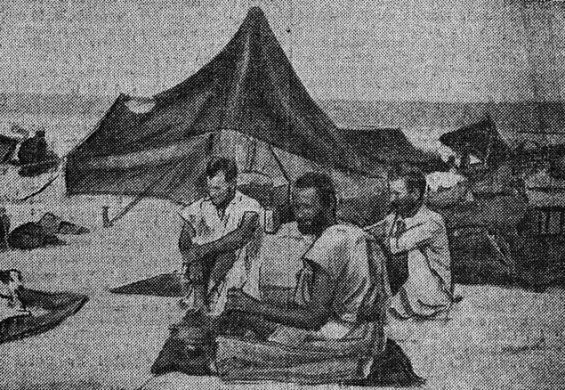
Trois cadres du groupe nomade le 14 août 1932 au puits de Toueïla : au centre le lieutenant de Mac-Mahon et à droite, le capitaine Delange.

Le groupe nomade est constitué de 104 hommes, montés sur dromadaires : deux officiers et cinq sous-officiers français, 15 tirailleurs sénégalais, 80 gardes maures et 2 partisans. Le lieutenant Patrick de Mac Mahon est en tête avec les Maures tandis que le capitaine Delange, chef du groupement, est au centre du dispositif avec les tirailleurs. Le capitaine Delange a renvoyé à Boutilimit le lieutenant Lanlo et 40 tirailleurs sénégalais pour aller plus vite.
Le razzi regroupe 120 hommes, dont 100 Oulad Delim, menés par Sidi Ould Cheikh Ould Laroussi et Ibrahim Salem Ould Meichane. Ils sont équipés de fusils français ou espagnols modernes.

## La bataille
Les Oulad Delim se placent en embuscade autour du puits. Profitant de l'effet de surprise, ils parviennent à infliger de lourdes pertes au groupe nomade : 37 combattants (6 Français dont Mac-Mahon, dix tirailleurs, 21 goumiers et un partisan) sont tués. Les cris d'anathème de l'imam accompagnant les Oulad Delim auraient initialement décontenancé les gardes maures. Les survivants du groupe nomade se replient avec Delange, qui a perdu connaissance. 25 Oulad Delim sont tués pendant la bataille et Ould Laroussi est mortellement blessé. Les Oulad Delim repartent avec les armes, munitions et chameaux pris au groupe nomade.

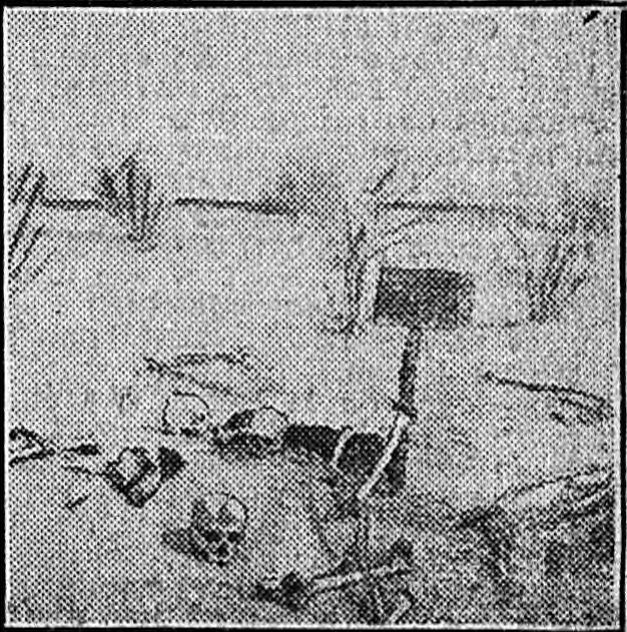
Le champ de bataille plusieurs semaines après la bataille. Les assaillants tués ont été enterrés à faible profondeur et leurs ossements sont visibles.

## Suite
L'aviation française intervient le 19. Son attaque ne cause pas de pertes aux assaillants mais permet à trois méharistes prisonniers de s'enfuir avant que les Oulad Delim n'entrent en territoire espagnol. Le 20 août, après une fusillade chez les Ouled Bou Sbaa, une centaine de gardes et partisans partis de Toujounine récupèrent des chameaux ayant appartenu au groupe nomade.

## Mémoire de la bataille
Un mausolée a été construit en mémoire du lieutenant Mac-Mahon et de ses soldats français et mauritaniens tués pendant la bataille.
Cette bataille est devenue en Mauritanie le symbole de la « résistance » à la colonisation française. Le nouvel aéroport international de Nouakchott-Oumtounsy reprend le nom de cette bataille. Certaines voix s'étaient élevées contre ce qu'elles considèrent comme une glorification des affrontements tribaux. L'une de ces voix, la plus virulente, fut celle de l'ex-colonel de la garde (en) à la retraite Oumar Ould Beïbacar. Ould Beïbacar s'inscrit dans un affrontement sociétal en considérant qu'il fait partie de ceux qui sont « les fils des interprètes et des gardes-cercles, les fils des recrues, des snipers et des aides, les fils des fonctionnaires de l’administration coloniale et des chantres de la paix [...] ces Mauritaniens dont on veut désormais fêter le massacre par des étrangers sahraouis ».